# Bubalus palaeokerabau
Bubalus palaeokerabau és una espècie extinta de mamífer artiodàctil de la família dels bòvids que visqué al sud-est d'Àsia durant el Plistocè, fa entre 11.700 i 2,6 milions d'anys. Se n'han trobat restes fòssils a Indonèsia. Hi ha autors que en fan una raça del búfal aquàtic asiàtic. Els nuclis de les banyes tenien un perfil transversal ovalat triangular. El banyam podia fer 2,25 metres d'una punta a l'altra, cosa que fa pensar que el seu hàbitat natural eren els boscos oberts amb herbassars i aiguamolls.